# Joe Armstrong
Joe Armstrong (Londres, 7 de octubre de 1978) es un actor inglés especialmente conocido por haber interpretado a Allan A Dale en la serie  Robin Hood.

## Biografía
Joe es hijo de la actriz Sue Johnson y el actor Alun Armstrong, tiene un hermano mayor Dan Armstrong y uno menor Tom Armstrong.

## Carrera
Joe prestó su voz para el programa "Girl from Mars", que relata la historia de un hombre que perdió a su hermana. En diciembre del 2005 apareció en la producción de radio Twas The Night Before Christmas donde leyó "Gifts" una historia de Garry Kilworth.
En el 2003 obtuvo un pequeño papel como Richard Lloyd en la miniserie Between the Sheets  en donde trabajó junto a su padre Alun Armstrong.
En el 2004 apareció en la película Passer By donde interpretó a Tinley uno de dos hombres acusados de asaltar a una mujer en un tren. Ese mismo año apareció en un episodio de la serie Waking the Dead donde interpretó a Jason Murphy, un joven que reaparece con amnesia después de haber sido secuestrado de niño. Apareció en la serie Foyle's War donde dio vida a Tom Jackson, el hijo de un asesino.
Ha trabajado en series como Blackpool, Rose and Maloney, Party Animals, The Whistleblowers, The Bill, Midsomer Murders, The Inspector Lynley Mysteries, The Last Detective, entre otras.
En el 2006 se unió al elenco de la serie Robin Hood donde interpretó a Allan A Dale hasta el final de la serie en el 2009.
En el 2011 apareció como invitado en la exitosa serie Hustle donde interpretó a Joe Ryan. Ese mismo año apareció en la tercera temporada de la serie Land Girls donde dio vida a Danny Sparks, el exnovio de Connie Carter (Seline Hizli).
En el 2012 apareció como invitado en la serie Public Enemies donde interpretó a Ben Somers junto a Anna Friel y Daniel Mays. Ese mismo año apareció en la miniserie The Hollow Crown donde interpretó a Sir Henry "Hotspur" Percy durante el episodio "Enrique IV, parte 1".
En el 2013 apareció en la película Closer to the Moon donde interpretó a Razvan, en la película comparte créditos con los actores Mark Strong, Vera Farmiga y Harry Lloyd. La película siguió un robo en el Banco Nacional de Rumania cometido por el grupo Ioanid en 1959. Razvan el personaje de Joe está basado en el periodista Haralambie Obedeanu, uno de los acusados del robo.
Ese mismo año se unió al elenco de la serie The Village donde interpreta al detective Stephen Bairstow, hasta ahora.
En el 2014 se unió a la miniserie Happy Valley donde interpreta a Ashley Cowgill, un promotor inmobiliario y traficante de drogas.

## Filmografía

### Series de televisión
| Año             | Serie                          | Personaje                 | Notas                                      |
| --------------- | ------------------------------ | ------------------------- | ------------------------------------------ |
| 2003            | Between the Sheets             | Richard Lloyd             | miniserie                                  |
| 2004            | Blackpool                      | Mark Reed                 | 3 episodios                                |
| 2004            | Foyle's War                    | Tom Jackson               | episodio "They Fought in the Fields"       |
| 2004            | Midsomer Murders               | David Cooke               | episodio "Dead in the Water"               |
| 2004            | Waking the Dead                | Jason Murphy              | 2 episodios                                |
| 2005            | The Bill                       | Lenny Bartle              | episodio # 374                             |
| 2005            | Rose and Maloney               | Max Roache                | episodio # 2.3                             |
| 2006            | Coming Up                      | David                     | episodio "Service"                         |
| 2006            | The Inspector Lynley Mysteries | Darren                    | episodio "Chinese Walls"                   |
| 2006 - 2009     | Robin Hood                     | Allan A Dale              | 38 episodios                               |
| 2007            | The Whistleblowers             | Fleck                     | episodio "Fit for Purpose"                 |
| 2007            | The Last Detective             | Chas                      | episodio "Once Upon a Time on the Westway" |
| 2007            | Party Animals                  | Det. Harrison             | episodio # 1.6                             |
| 2010            | A Passionate Woman             | Donald                    | episodio # 1.1                             |
| 2011            | Land Girls                     | Danny Sparks              | 5 episodios                                |
| 2011            | Hustle                         | Joe Ryan                  | episodio "Old Sparks Come New"             |
| 2012            | The Hollow Crown               | Sir Henry "Hotspur" Percy | episodio "Henry IV, Part 1" - miniserie    |
| 2012            | Public Enemies                 | Ben Somers                | 3 episodios - miniserie                    |
| 2013 - presente | The Village                    | Det. Stephen Bairstow     | 11 episodios                               |
| 2014 - presente | Happy Valley                   | Ashley Cowgill            | 6 episodios - miniserie                    |
| 2018 - presente | Britannia                      | Gildas                    |                                            |
| 2024            | Fool Me Once                   | Alexander Dosman          |                                            |

### Películas
| Año  | Películas          | Personaje      | Notas                                                           |
| ---- | ------------------ | -------------- | --------------------------------------------------------------- |
| 2004 | Passer By          | Tinley         | junto a James Nesbitt                                           |
| 2006 | A Ticket Too Far   | Ray            | corto - junto a Alun Armstrong, Giuseppe Circelli y Mark Gatiss |
| 2009 | Breaking the Mould | Norman Heatley | junto a Dominic West                                            |
| 2013 | Closer to the Moon | Razvan         | junto a Mark Strong, Vera Farmiga, Harry Lloyd y Anton Lesser   |

### Radio
| Año  | Programa                        | Notas                                                       |
| ---- | ------------------------------- | ----------------------------------------------------------- |
| 2005 | Twas The Night Before Christmas | leyó la historia "Gifts"                                    |
| 2008 | Girl from Mars                  | -                                                           |
| 2010 | Hitched                         | -                                                           |
| 2011 | The Empire                      | -                                                           |
| 2011 | A Shoebox of Snow               | junto a Richard Briers y Edna Doré                          |
| 2012 | Ruthless                        | junto a Olivia Hallinan, Charles Edwards y Claire Rushbrook |

### Teatro
| Año  | Obra                           | Personaje         | Director (a)     | Teatro                       | Notas                                                  |
| ---- | ------------------------------ | ----------------- | ---------------- | ---------------------------- | ------------------------------------------------------ |
| 1998 | Dancing at Lughnasa            | Gerry Evans       | -                | Arts Theatre                 | -                                                      |
| 2000 | They Shoot Horses, Don't They? | Teniente Stedna   | -                | Apollo Theatre               | -                                                      |
| 2003 | Protection                     | Adam Jeff         | -                | Soho Theatre                 | -                                                      |
| 2004 | How Love Is Spelt              | Joe               | -                | Bus Theatre                  | -                                                      |
| 2005 | A Night at the Dogs            | Danny             | -                | Soho Theatre                 | -                                                      |
| 2009 | Orphans                        | Liam              | -                | Birmingham Repertory Theatre | junto a Claire-Louise Cordwel y Jonathan McGuinness    |
| 2010 | The Empire                     | Gary              | -                | Drum Theatre                 | junto a Josef Altin, Imran Khan y Ashley Kumar         |
| 2011 | Flare Path                     | Sgt. Dusty Miller | -                | Theatre Royal Haymarket      | junto a Sheridan Smith, James Purefoy y Sienna Miller  |
| 2012 | Miss Julie                     | Jean              | Sarah Frankcom   | Royal Exchange Theatre       | junto a Maxine Peake y Carla Henry                     |
| 2013 | The Dumb Waiter                | Gus               | Jamie Glover     | The Print Room Theatre       | junto a Clive Wood                                     |
| 2015 | Husbands & Sons                | Luther Gascoigne  | Marianne Elliott | Dorfman Theatre              | junto a Anne-Marie Duff, Matthew Barker y John Biggins |